# Nornik
Nornik, norniczek (Microtus) – rodzaj gryzoni z podrodziny karczowników (Arvicolinae) w obrębie rodziny chomikowatych (Cricetidae).

## Rozmieszczenie geograficzne
Rodzaj obejmuje gatunki występujące w Europie, północnej Azji, Ameryce Północnej i Środkowej.

## Charakterystyka
Niewielkie gryzonie. Posiadają niewielkie uszy i stosunkowo krótki ogon. Długość ciała (bez ogona) 63–178 mm, długość ogona 12–98 mm, długość ucha 7–20 mm, długość tylnej stopy 9–34 mm; masa ciała 14–170 g.
Wykopują w ziemi nory, w których żyją. Gromadzą tam też zapasy pożywienia. Nie zapadają w sen zimowy. Żyją samotnie, w grupach rodzinnych lub koloniach. Samice kilka razy w roku rodzą młode, które po kilku tygodniach osiągają dojrzałość płciową.

## Systematyka
Rodzaj zdefiniował w 1798 roku niemiecki botanik i entomolog Franz de Paula von Schrank w książce swojego autorstwa poświęconej zwierzętom występującym w Bawarii. Schrank wymienił trzy gatunki – Mus amphibius Linnaeus, 1758, Microtus terrestris Schrank, 1798 (= Mus arvalis Pallas, 1779) i Microtus gregarius Schrank, 1798 (= Mus arvalis Pallas, 1779) – Gatunkiem typowym jest (późniejsze oznaczenie) Mus arvalis Pallas, 1779.

### Etymologia
- Microtus: gr. μικρος mikros ‘mały’; ους ous, ωτος ōtos ‘ucho’[37].
- Mynomes: gr. μυς mus, μυος muos ‘mysz’; νομη nomē ‘pastwisko’[38]. Gatunek typowy (oznaczenie monotypowe): Mynomes pratensis Rafinesque, 1817 (= Arvícola pennsylvanicus Ord, 1815).
- Psammomys: gr. ψαμμος psammos ‘piasek’; μυς mus, μυος muos ‘mysz’[39]. Gatunek typowy (oznaczenie monotypowe): Psammomys pinetorum Le Conte, 1830.
- Ammomys: gr. αμμος ammos ‘piasek’; μυς mus, μυος muos ‘mysz’[40].
- Pitymys: gr. πιτυς pitus, πιτυος pituos ‘sosna’; μυς mus, μυος muos ‘mysz’[41].
- Pinemys: łac. pinus ‘sosna’; μυς mus, μυος muos ‘mysz’[42].
- Agricola: łac. agricola ‘farmer, rolnik’, od ager, agri ‘pole’; -cola ‘mieszkaniec’, od colere ‘zamieszkać’[43]. Gatunek typowy (oznaczenie monotypowe): Mus agrestis Linnaeus, 1761.
- Chilotus: gr. χειλος kheilos, χειλεος kheileos ‘warga, usta, brzeg, skraj’; ους ous, ωτος ōtos ‘ucho’[44]. Gatunek typowy (oznaczenie monotypowe): Arvicola oregoni Bachman, 1839.
- Pedomys: gr. πεδον pedon ‘grunt, ziemia’, od πους pous, ποδος podos ‘stopa’; μυς mus, μυος muos ‘mysz’[45]. Gatunek typowy: Baird wymienił trzy gatunki – Arvicola austerus Le Conte, 1853 (= Hypudaeus ochrogaster J.A. Wagner, 1843), Arvicola (Pedomys) cinnamonea S.F. Baird, 1857 (= Hypudaeus ochrogaster J.A. Wagner, 1843), Arvicola (Pedomys) haydenii[h] S.F. Baird, 1857 – z których gatunkiem typowym jest Arvicola austerus Le Conte, 1853 (= Hypudaeus ochrogaster J.A. Wagner, 1842).
- Sylvicola: łac. silvicola ‘mieszkaniec lasu, leśny’, od silva ‘las’; -cola ‘mieszkaniec’, od colere ‘zamieszkać’[46]. Gatunek typowy (oznaczenie monotypowe): Mus agrestis Linnaeus, 1761.
- Terricola: łac. terricolus ‘mieszkaniec ziemi, lądowy’, od terri ‘ziemia’; -cola ‘mieszkaniec’, od colere ‘zamieszkać’[47]. Gatunek typowy (oznaczenie monotypowe): Arvicola subterraneus de Sélys Longchamps, 1836.
- Isodelta: gr. ισος isos ‘równy, podobny’; δελτα delta ‘gr. litera delta Δ’ (tj. trójkąt)[48]. Gatunek typowy (oznaczenie monotypowe): †Arvicola speothen Cope, 1871 (= †Microtus guildayi van der Meulen, 1978).
- Micrurus: gr. μικρος mikros ‘mały’; ουρα oura ‘ogon’[37]. Gatunek typowy (oznaczenie monotypowe): Arvicola nebrodensis Mina Palumbo, 1868 (= Arvicola savii de Selys-Longchamps, 1838).
- Campicola: łac. campus, campi ‘pole’; -cola ‘mieszkaniec’, od colere ‘zamieszkać’[49]. Gatunek typowy: Schulze wymienił trzy gatunki – Arvicola subterraneus de Sélys Longchamps, 1836, Mus arvalis Pallas, 1779 i Arvicola campestris Blasius, 1853 (= Mus arvalis Pallas, 1779) – z których gatunkiem typowym jest Arvicola subterraneus de Sélys Longchamps, 1836.
- Aulacomys: gr. αυλαξ aulax, αυλακος aulakos ‘bruzda, rowek’; μυς mus, μυος muos ‘mysz’[50]. Gatunek typowy (oznaczenie monotypowe): Aulacomys arvicoloides Rhoads, 1894 (= A[rvicola] richardsoni DeKay, 1842).
- Tetramerodon: gr. τετραμερης tetramerēs ‘czteroczęściowy’; οδους odous, οδοντος odontos ‘ząb’[51]. Gatunek typowy (oryginalne oznaczenie): Arvicola (Tetramerodon) tetramerus Rhoads, 1894 (= Arvicola townsendii Bachman, 1839).
- Herpetomys: gr. ἑρπης herpēs, ἑρπητος herpētos ‘pełzacz, coś pełzającego’, od ἑρπω herpō ‘pełzać, poruszać się powoli’; μυς mus, μυος muos ‘mysz’[52]. Gatunek typowy (oryginalne oznaczenie): Microtus guatemalensis Merrem, 1898.
- Orthriomys: gr. ορθριος orthrios ‘poranny, wczesny’, od ορθος orthos ‘prosty’; μυς mus, μυος muos ‘mysz’[53]. Gatunek typowy (oryginalne oznaczenie): Microtus umbrosus Merrem, 1898.
- Euarvicola: gr. ευ eu ‘ładny, dobry’[54]; rodzaj Arvicola Lacépède, 1799. Gatunek typowy (oznaczenie monotypowe): Mus agrestis Linnaeus, 1761.
- Tyrrhenicola: gr. Τυρρηνοι Tyrrhenoi ‘Etyruskowie’; -cola ‘mieszkaniec’, od colere ‘zamieszkać’[20]. Gatunek typowy (oznaczenie monotypowe): †Arvicola Henselii Forsyth Major, 1882.
- Arbusticola: łac. arbustum ‘sad, plantacja’, od arbor, arboris ‘drzewo’[55]; -cola ‘mieszkaniec’, od colere ‘zamieszkać’. Gatunek typowy (oznaczenie monotypowe): Microtus rubelianus Shidlovsky, 1919 (= Microtus (Pitymys) majori Thomas, 1906).
- Campicoloma: wariant nazwy Campicola Schulze, 1890[22].
- Blanfordimys: dr William Thomas Blanford (1832–1905), angielski geolog, zoolog, kolekcjoner z Etiopii, Persji i Indii; gr. μυς mus, μυoς muos ‘mysz’[23]. Gatunek typowy (oryginalne oznaczenie): Microtus bucharensis Vinogradov, 1930.
- Sumeriomys: Sumer, starożytna kraina leżąca w południowej części Mezopotamii (dzisiaj południowy Irak); gr. μυς mus, μυος muos ‘mysz’[24]. Gatunek typowy (oryginalne oznaczenie): Microtus socialis Pallas, 1773.
- Iberomys: łac. Iberia ‘Hiszpania’[56]; gr. μυς mus, μυος muos ‘mysz’[25]. Gatunek typowy (oryginalne oznaczenie): Microtus cabrerae Thomas, 1906.
- Meridiopitymys: łac. meridianus ‘południowy’, od meridies ‘południe’[57]; rodzaj Pitymys McMurtrie, 1831. Gatunek typowy (oryginalne oznaczenie): Arvicola duodecimcostatus de Sélys-Longchamps, 1839.
- Arvalomys: łac. arvalis ‘z pola’, od arvum, arvi ‘pole’, od arare ‘orać’[58]; gr. μυς mus, μυος muos ‘mysz’[59]. Gatunek typowy: Mus arvalis Pallas, 1778.
- Parapitymys: gr. παρα para ‘blisko, obok’[60]; rodzaj Pitymys McMurtrie, 1831. Gatunek typowy (oryginalne oznaczenie): Arvicola Savii de Sélys-Longchamps, 1838.
- Vocalomys: łac. vocalis ‘śpiewający, dźwięczny’, od vox, vocis ‘głos’; gr. μυς mus, μυος muos ‘mysz’[29]. Gatunek typowy (oryginalne oznaczenie): Microtus miurus Osgood, 1901.
- Hyrcanicola: łac. Hyrcania, starożytna prowincji Azji, znajdująca się na wybrzeżu Morza Kaspijskiego; -cola ‘mieszkaniec’, od colere ‘zamieszkać’[30]. Gatunek typowy (oznaczenie monotypowe): Microtus schelkovnikovi Satunin, 1907.

### Podział systematyczny
Do rodzaju należą następujące występujące współcześnie gatunki zgrupowane w kilku podrodzajach:
| Podrodzaj    | Grafika | Gatunek                      | Autor i rok opisu                   | Nazwa zwyczajowa        | Podgatunki                       | Rozmieszczenie geograficzne | Podstawowe wymiary                                 | Status IUCN |
| ------------ | ------- | ---------------------------- | ----------------------------------- | ----------------------- | -------------------------------- | --- | -------------------------------------------------- | ----------- |
| Blanfordimys |         | Microtus afghanus            | O. Thomas, 1917                     | norniczek afgański      | 3 podgatunki                     | zachodni i południowy Turkmenistan, północno-wschodni Iran, Afganistan i południowo-zachodni Tadżykistan (wilajet chatloński) | DC: 6,5–12,5 cm DO: 1,2–3,8 cm MC: 16–61 g         | LC          |
| Blanfordimys |         | Microtus bucharensis         | Vinogradov, 1930                    | norniczek bucharski     | 2 gatunki                        | północny Pamiro-Ałaj (Uzbekistan, Tadżykistan i skrajnie wschodni Turkemnistan) | DC: do 12,7 cm DO: do 3,4 cm MC: do 53 g           | LC          |
| Blanfordimys |         | Microtus yuldaschi           | (Severtzov, 1879)                   | nornikowiec jałowcowy   | 2 podgatunki                     | południowo-wschodnie Uzbekistan, południowo-zachodni Kirgistan, Tadżykistan i północno-wschodnie Afganistan; również północno-zachodni Pakistan i południowo-zachodnia Chińska Republika Ludowa (południowo-zachodni Sinciang i północno-zachodnie Tybe) | DC: 8,3–11,5 cm DO: 2,4–5 cm MC: 21–33 g           | LC          |
| Euarvicola   |         | Microtus agrestis            | (Linnaeus, 1761)                    | nornik bury             | gatunek monotypowy               | Ukraina na wschód przez Europę (z Kotliną Panońską) do Syberii (rzeka Lena), na południe do gór Ałtaj | DC: 9,2–13,2 cm DO: 3–5,3 cm MC: 22–72 g           | LC          |
| Euarvicola   |         | Microtus lavernedii          | (Crespon, 1844)                     |                         | gatunek monotypowy               | śródziemnomorska Europa od północnej Hiszpanii na wschód do Węgier i Serbii | DC: 9,7–14 cm DO: 2,6–5,5 cm MC: 20–59 g           | NE          |
| Euarvicola   |         | Microtus rozianus            | (du Bocage, 1865)                   |                         | gatunek monotypowy               | północno-zachodni Półwysep Iberyjski (północno-zachodnia Hiszpania i północna Portugalia) | DC: około 10 cm DO: około 3,9 cm MC: brak danych   | NE          |
| Iberomys     |         | Microtus cabrerae            | O. Thomas, 1906                     | nornik iberyjski        | gatunek monotypowy               | Półwysep Iberyjski (Hiszpania i Portugalia) | DC: 10–13,5 cm DO: 3–5,2 cm MC: 30–78 g            | NT          |
| Microtus     |         | Microtus anatolicus          | Kryštufek & Kefelioğlu, 2001        | nornik anatolijski      | gatunek monotypowy               | endemit Turcji (suche, otwarte siedliska na niewielkim obszarze w południowo-wschodniej części środkowej Anatolii) | DC: 10,5–12,5 cm DO: 2,1–3,4 cm MC: 23–53 g        | DD          |
| Microtus     |         | Microtus arvalis             | (Pallas, 1779)}                     | nornik zwyczajny        | gatunek monotypowy               | północny Półwysep Iberyjski na wschód przez większość Europy do południowo-wschodniej Finlandii i zachodniej części europejskiej Rosji, na południowy wschód do Bułgarii                                                                                 | DC: 9,3–12 cm DO: 2,4–3,8 cm MC: 18–40 g           | LC          |
| Microtus     |         | Microtus dogramacii          | Kefelioğlu & Kryštufek, 1999        | nornik reliktowy        | 2 podgatunki                     | stepy w Turcji (środkowa Anatolia) i północno-zachodnim Iranie | DC: 9,9–12,5 cm DO: 1,8–3,3 cm MC: 19–42 g         | LC          |
| Microtus     |         | Microtus guentheri           | (Danford & Alston, 1880)            | nornik lewantyński      | gatunek monotypowy               | łąki w południowo-wschidniej Turcji, Syrii, Libanie, Izraelu i północno-zachodniej Jordanii | DC: 10,9–13 cm DO: 2,3–3,2 cm MC: 26–47 g          | LC          |
| Microtus     |         | Microtus hartingi            | Barrett-Hamilton, 1903              |                         | gatunek monotypowy               | Serbia, Macedonia Północna, północno-wschodnia Bułgaria, Grecja (włącznie z wyspą Lesbos) i Turcja (zachodnia i środkowa Anatolia) | DC: 10,3–13,8 cm DO: 2,2–3,5 cm MC: 31–76 g        | NE          |
| Microtus     |         | Microtus ilaeus              | O. Thomas, 1912                     | nornik kazachski        | 2 podgatunki                     | wilgotne łąki w Uzbekistanie, południowym Kazachstanie, Kirgistanie, Tadżykistanie i północno-zachodniej Chińskiej Republice Ludowej (Sinciang) | DC: 10,9–15 cm DO: 3,5–5,6 cm MC: 36–64 g          | LC          |
| Microtus     |         | Microtus irani               | O. Thomas, 1921                     | nornik perski           | 2 podgatunki                     | endemit Iranu (ostany Fars i Czahar Mahal wa Bachtijari) | DC: 9,2–11,2 cm DO: 2,1–3,7 cm MC: 26–42 g         | VU          |
| Microtus     |         | Microtus kermanensis         | de Roguin, 1988                     |                         | gatunek monotypowy               | endemit Iranu (znany w okolicy miejsca typowego (Zahrud-e Bala, Zarda i Dah Bakri) | DC: 11,4–15,2 cm DO: 4,3–5,1 cm MC: 41–57 g        | DD          |
| Microtus     |         | Microtus mustersi            | Hinton, 1926                        |                         | gatunek monotypowy               | endemit Libii (równina przybrzeżna i płaskowyż śródlądowy Cyrenajki) | DC: 9,9–12,4 cm DO: 2–3,1 cm MC: brak danych       | NE          |
| Microtus     |         | Microtus mystacinus          | (De Filippi, 1865)                  |                         | gatunek monotypowy               | endemit północnego Iranu | DC: 9,3–13,5 cm DO: 3–4,2 cm MC: 18–26,5 g         | LC          |
| Microtus     |         | Microtus obscurus            | (Eversmann, 1841)                   |                         | gatunek monotypowy               | wschodnia Ukraina, Półwysep Krymski i Kaukaz na wschód wzdłuż południowej Syberii do Kazachstanu, północno-zachodniej Mongolii i północno-zachodniej Chińskiej Republiki Ludowej (Sinciang)                                                              | DC: 10,1–13,6 cm DO: 3,2–5,1 cm MC: 23–48 g        | NE          |
| Microtus     |         | Microtus paradoxus           | (Ognev & Heptner, 1928)             | nornik przedziwny       | gatunek monotypowy               | Kopet-dag (południowo-zachodni Turkmenistan i przyległy Iran); być może południowo-wschodni Turkmenistan | DC: 8,7–12,2 cm DO: 2,1–3 cm MC: 30–62 g           | LC          |
| Microtus     |         | Microtus rossiaemeridionalis | Ognev, 1924                         |                         | gatunek monotypowy               | północna i wschodnia Europa oraz Bałkany na wschód do rzeki Tobol (zachodnia Syberia), na południe do Turkmenistanu oraz północno-zachodniego Iranu | DC: 9,6–13 cm DO: 3,1–5,5 cm MC: 21–58 g           | NE          |
| Microtus     |         | Microtus schelkovnikovi      | Satunin, 1907                       | nornik kaspijski        | gatunek monotypowy               | Góry Tałyskie (południowo-wschodni Azerbejdżan) i Elbrus (północno-zachodni Iran) | DC: 8,8–11,1 cm DO: 1,8–2,5 cm MC: 17–31 g         | LC          |
| Microtus     |         | Microtus schidlovskii        | Argyropulo, 1933                    |                         | gatunek monotypowy               | południowa i wschodnia Turcja i półudniowo-środkowa Gruzja, na południe do Libanu, na południowy wschód do zachodniego Iranu | DC: 10–12,3 cm DO: 2,4–3,4 cm MC: 26–42 g          | LC          |
| Microtus     |         | Microtus socialis            | (Pallas, 1773)                      | nornik towarzyski       | 11 podgatunków                   | fragmentarycznie od rzeki Dniepr i Półwyspu Krymskiego na wschód do północno-zachodniego Sinciangu (Chińska Republika Ludowa), na południe do Libanu i północno-zachodniego Iranu                                                                        | DC: 9,3–11,6 cm DO: 2,4–3,7 cm MC: 20–38 g         | LC          |
| Microtus     |         | Microtus transcaspicus       | Satunin, 1905                       | nornik transkaspijski   | gatunek monotypowy               | zachodni i środkowy Kopet-dag (Turkmenistan i Iran), Kuh-e Binalud (północno-wschodni Iran i wschodni Afganistan); być może południowo-wschodni Turkmenistan                                                                                             | DC: 9,7–14 cm DO: 3,8–5,5 cm MC: 36–80 g           | LC          |
| Pitymys      |         | Microtus abbreviatus         | G.S. Miller, 1899                   | nornik wyspowy          | gatunek monotypowy               | Stany Zjednoczone (Alaska, z wyspami Świętego Mateusza i Hall) i Kanada (zachodnie Terytoria Północno-Zachodnie i Jukon) | DC: 8,2–14,6 cm DO: 1,9–4,1 cm MC: 22–79 g         | LC          |
| Pitymys      |         | Microtus californicus        | (T.R. Peale, 1848)                  | nornik kalifornijski    | 17 podgatunków                   | zachodnio-środkowy Oregon przez środkową i zachodnię Kalifornię (Stany Zjednoczone) na południe do Kalifornii Dolnej (Meksyk) | DC: 11,1–13,8 cm DO: 3,8–5,8 cm MC: 43–47 g        | LC          |
| Pitymys      |         | Microtus canicaudus          | G.S. Miller, 1897                   | nornik szaroogonowy     | gatunek monotypowy               | endemit Stanów Zjednoczonych (południowo-wschiodni Waszyngton (harbstwo Clark) i północno-wschodni (Willamette Valley) | DC: 10,8–12,3 cm DO: 3,2–4,5 cm MC: mniej niż 50 g | LC          |
| Pitymys      |         | Microtus chrotorrhinus       | (G.S. Miller, 1894)                 | nornik skalny           | 3 podgatunki                     | południowo-wschodnia Kanada (od południowego Ontario do wschodniego Labradoru) i północno-wschodnie Stany Zjednoczone (północno-wschodnia Minnesota, Maine na południe do wschodniego Tennessee)                                                         | DC: 9,2–12,1 cm DO: 4,2–6,4 cm MC: 30–40 g         | LC          |
| Pitymys      |         | Microtus drummondii          | (Audubon & Bachman, 1853)           |                         | 15 podgatunków (w tym 1 wymarły) | Alaska i większość zachodniej i środkowej Kanady na południe przez północno-środkowe Stany Zjednoczone do Nowego Meksyku | DC: 10,7–13,1 cm DO: 3,3–6,4 cm MC: około 44 g     | NE          |
| Pitymys      |         | Microtus dukecampbelli       | C.A. Woods, Post & Kilpatrick, 1982 |                         | gatunek monotypowy               | endemit Stanów Zjednoczonych (zachodnio-środkowa Floryda (słone bagna na Florida Gulf Coast) | DC: 17,8–19,8 cm DO: 4,3–5,5 cm MC: 43–80 g        | NE          |
| Pitymys      |         | Microtus guatemalensis       | C.H. Merriam, 1898                  | nornik gwatemalski      | gatunek monotypowy               | lasy mgliste od środkowego Chiapas (Meksyk) na południowy wsch od do środkowej Gwatemali | DC: 11,3–12,2 cm DO: 3–3,6 cm MC: 34–44 g          | NT          |
| Pitymys      |         | Microtus longicaudus         | (C.H. Merriam, 1888)                | nornik długoogonowy     | 15 podgatunków                   | środkowa Alaska na południe przez zachodnią Kanadę i zachodnie Stany Zjednoczone do południowej Kalifornii, Arizony i Nowego Meksyku | DC: 10,6–14 cm DO: 4,9–8,1 cm MC: 37–59 g          | LC          |
| Pitymys      |         | Microtus mexicanus           | (de Saussure, 1861)                 | nornik meksykański      | gatunek monotypowy               | od południowego Utah i południowego Kolorado (Stany Zjednoczone) wzdłuż Meksyku (góry Sierra Madre, na południe do zachodniego Chiapas) | DC: 10,9–12,7 cm DO: 2,4–3,5 cm MC: 29–48 g        | LC          |
| Pitymys      |         | Microtus mogollonensis       | (Mearns, 1890)                      | nornik mogoloński       | 4 podgatunki                     | endemit Stanów Zjednoczonych (skrajnie południowo-zahodnie Kolorodo, Arizona, Nowy Meksyk i Teksas (góry Guadalupe)) | DC: 10,9–12,7 cm DO: 2,4–3,5 cm MC: 25–43 g        | NE          |
| Pitymys      |         | Microtus montanus            | (T.R. Peale, 1848)                  | nornik górski           | 15 podgatunków                   | południowo-zachodnia Kanada (południowo-środkowa Kolumbia Brytyjska), na południe w górskich obszarach zachodnich Stanów Zjednoczonych (na południe do Nowego Meksyku)                                                                                   | DC: 11,6–15,1 cm DO: 2,4–6,9 cm MC: 37–85 g        | LC          |
| Pitymys      |         | Microtus oaxacensis          | G.G. Goodwin, 1966                  | nornik poziomkowy       | gatunek monotypowy               | endemit Meksyku (Oaxaca (góry ograniczone rzekami Santo Domingo i Grande, dystrykt Ixtián) | DC: 11,2–12,7 cm DO: 3,1–4 cm MC: 31–46 g          | EN          |
| Pitymys      |         | Microtus ochrogaster         | (J.A. Wagner, 1843)                 | nornik preriowy         | 7 podgatunków                    | południowo-środkowa Kanada oraz środkowe i środkowo-wschodnie Stany Zjednoczone; relikt w południowo-zachodniej Luizjanie i sąsiadującym Teksasie | DC: 10,6–13,1 cm DO: 2,4–4,1 cm MC: 37–48 g        | LC          |
| Pitymys      |         | Microtus oregoni             | (Bachman, 1839)                     | nornik oregoński        | 4 podgatunki                     | Kanada (południowo-zachodnia Kolumbia Brytyjska) i Stany Zjednoczone (zachodni Waszyngton, zachodni Oregon i północno-zachodnia Kalifornia) | DC: 9,7–11,2 cm DO: 3,2–4,2 cm MC: około 19 g      | LC          |
| Pitymys      |         | Microtus pennsylvanicus      | (Ord, 1815)                         | nornik łąkowy           | 12 podgatunków                   | wschodnia Kanada (od wschodniego Ontario do Nowej Fundlandii) na południe przez północno-wschodnie Stany Zjednoczone do Karoliny Południowej | DC: 10,7–13,1 cm DO: 3,3–6,4 cm MC: około 44 g     | LC          |
| Pitymys      |         | Microtus pinetorum           | (Le Conte, 1830)                    | nornik sosnowy          | 7 podgatunków                    | Kanada (skrajny południowy Ontario i południowy Quebec) i wschodnie Stany Zjednoczone (z wyjątkiem południowo-wschodniego wybrzeża i półwyspu Floryda)                                                                                                   | DC: 10,7–13,1 cm DO: 3,3–6,4 cm MC: około 44 g     | LC          |
| Pitymys      |         | Microtus quasiater           | (Coues, 1874)                       | nornik aztecki          | gatunek monotypowy               | endemit Meksyku (wschodnie zbocza Sierra Madre Wschodniej, od południowo-wschodniego San Luis Potosí na południe do północnej Oaxaci) | DC: 9,5–11 cm DO: 1,7–2,5 cm MC: 26–30 g           | NT          |
| Pitymys      |         | Microtus richardsoni         | (DeKay, 1842)                       | nornik nadwodny         | 4 podgatunki                     | południowo-zachodnia Kanada i Stany Zjednoczone (na południe wzdłuż Gór Kaskadowych do Oregonu i wzdłuż Gór Skalistych do środkowego Utah) | DC: 12,5–17,8 cm DO: 6,6–9,8 cm MC: 72–150 g       | LC          |
| Pitymys      |         | Microtus townsendii          | (Bachman, 1839)                     | nornik wilgociolubny    | 6 podgatunków                    | Kanada (południowo-zachodnia Kolumbia Brytyjska, Vancouver i niektóre wyspy) na południe do północno-zachodniej Kalifornii (Stany Zjednoczone) | DC: 12,1–16 cm DO: 4,8–7,5 cm MC: 47–83 g          | LC          |
| Pitymys      |         | Microtus umbrosus            | C.H. Merriam, 1898                  | nornik stokowy          | gatunek monotypowy               | endemit Meksyku (północno-środkowy Oaxaca (zobacza góry Zempoaltépec)) | DC: 11,5–13,3 cm DO: 4,9–6,5 cm MC: około 42 g     | EN          |
| Pitymys      |         | Microtus xanthognathus       | (Leach, 1815)                       | nornik żółtolicy        | gatunek monotypowy               | środkowa Alaska (Stany Zjednoczone), zachodnia Kanada (na południe do środkowej Alberty, na wschód do wschodniej Zatoki Hudsona) | DC: 14,1–17,3 cm DO: 4,5–5,3 cm MC: 140–170 g      | LC          |
| Terricola    |         | Microtus brachycercus        | (von Lehmann, 1961)                 | nornik kalabryjski      | gatunek monotypowy               | endemit Włoszech (na południe od Abruzji) | DC: 8,7–9,8 cm DO: 2,3–2,7 cm MC: 14–24 g          | LC          |
| Terricola    |         | Microtus daghestanicus       | Shidlovsky, 1919                    | nornik dagestański      | gatunek monotypowy               | Kaukaz (południowo-zachodnia Rosja, Gruzja, północno-wschodnie Turkmenistan, Armenia, Azerbejdżan i skrajnie północno-zachodni Iran) | DC: 9,1–10,5 cm DO: 3,3–4,2 cm MC: 15–25 g         | LC          |
| Terricola    |         | Microtus duodecimcostatus    | (de Sélys-Longchamps, 1839)         | nornik śródziemnomorski | gatunek monotypowy               | Półwysep Iberyjski (z wyjątkiem północno-zachodniej części) oraz południowa i południowo-wschodnia Francja | DC: 8–11,1 cm DO: 1,9–3,5 cm MC: 19–32 g           | LC          |
| Terricola    |         | Microtus felteni             | (Malec & Storch, 1963)              | nornik macedoński       | gatunek monotypowy               | otwarte siedliska w południowej Serbii, Kosowie, zachodniej Macedonii Północnej, Albanii i północno-zachodniej Grecji | DC: 8,3–10,5 cm DO: 2,3–3,9 cm MC: 16–28 g         | LC          |
| Terricola    |         | Microtus fingeri             | (Neuhäuser, 1936)                   |                         | gatunek monotypowy               | endemit Turcji (północna Anatolia) | DC: 8,7–11 cm DO: 2,8–4,4 cm MC: 13–25 g           | NE          |
| Terricola    |         | Microtus liechtensteini      | (von Wettstein, 1927)               | nornik dynarski         | gatunek monotypowy               | wschodnie Alpy i Góry Dynarskie (od skrajnie południowych Niemiec i północno-wschodnich Włoch na wschód do zachodniej Serbii) | DC: 8,8–11,5 cm DO: 2,7–4 cm MC: 14–32 g           | LC          |
| Terricola    |         | Microtus lusitanicus         | (Gerbe, 1879)                       | nornik luzytański       | 2 podgatunki                     | skrajnie południowo-zachodnia Francja, północno-zachodnia Hiszpania i Portugalia | DC: 8–9,4 cm DO: 2,3–3,1 cm MC: 14–23 g            | LC          |
| Terricola    |         | Microtus majori              | O. Thomas, 1906                     | nornik kaukaski         | 3 podgatunki                     | południowo-wschodni brzeg Morza Czarnego (północno-wschodnia Turcja), północny i południowy Wielki Kaukaz (Rosja, Gruzja, Armenia i Azerbejdżan) | DC: 9–11,2 cm DO: 3,2–4,9 cm MC: 20–29 g           | LC          |
| Terricola    |         | Microtus multiplex           | (Fatio, 1905)                       | nornik alpejski         | gatunek monotypowy               | zachodnie Alpy i północno-zachodnie Apeniny (południowo-wschodnia Francja, południowa Szwajcaria i północno-zachodnie Włochy) | DC: 9–11 cm DO: 4–4,4 cm MC: 19–29 g               | LC          |
| Terricola    |         | Microtus nebrodensis         | (Minà-Palumbo, 1868)                |                         | gatunek monotypowy               | endemit Włoch (Sycylia) | DC: 9,6–10,4 cm DO: 1,6–2,6 cm MC: 18–21 g         | NE          |
| Terricola    |         | Microtus pyrenaicus          | (de Sélys-Longchamps, 1847)         | nornik pirenejski       | gatunek monotypowy               | Francja (na zachód od Masywu Centralnego, na południe od rzeki Loary), Andora i północna Hiszpania (wschodnia Kantabria do wschodnich Pirenejów) | DC: 9,2–10,8 cm DO: 2,2–3,7 cm MC: 17–32 g         | LC          |
| Terricola    |         | Microtus savii               | (de Sélys-Longchamps, 1838)         | nornik apeniński        | gatunek monotypowy               | południowa Szwajcaria (wschodni Valais i Ticino) oraz północne i środkowe Włochy | DC: 8,3–10 cm DO: 2,4–3 cm MC: 16–24 g             | LC          |
| Terricola    |         | Microtus subterraneus        | (de Sélys-Longchamps, 1836)         | nornik darniowy         | gatunek monotypowy               | zachodnia, środkowa i wschodnia Europa, od Francji do zachodniej europejskiej części Rosji, na południowy wschód do Turcji (zachodnia Anatolia) | DC: 8,4–30,5 cm DO: 2–3,9 cm MC: 10–30,5 g         | LC          |
| Terricola    |         | Microtus tatricus            | (Kratochvil, 1952)                  | nornik tatrzański       | 2 podgatunki                     | Karpaty w południowej Polsce, północnej Słowacji, południowo-zachodniej Ukrainie i Rumunii | DC: 8,3–11,5 cm DO: 3,1–4,7 cm MC: 18–36 g         | LC          |
| Terricola    |         | Microtus thomasi             | Barrett-Hamilton, 1903              | nornik helleński        | 2 podgatunki                     | południowo-wschodni Półwysep Bałkański od południowej Bośni i Hercegowiny i Czarnogóry do Grecji (kontynent, Peloponez i wyspa Eubea) | DC: 7,1–11,9 cm DO: 1,2–3 cm MC: 20–43 g           | LC          |

Kategorie IUCN:  LC  – gatunek najmniejszej troski,  NT  – gatunek bliski zagrożenia,  VU  – gatunek narażony,  EN  – gatunek zagrożony,  DD  – gatunki o nieokreślonym stopniu zagrożenia;  NE  – gatunki niepoddane jeszcze ocenie.
Opisano również gatunki wymarłe:

- Microtus apscheronicus (Argyropulo, 1941)[70] (Azerbejdżan; plejstocen)
- Microtus aratai (R.A. Martin, 1974)[71] (Stany Zjednoczone; plejstocen)
- Microtus arvalidens Kretzoi, 1958[72] (Wielka Brytania; plejstocen)
- Microtus atapuerquensis (Gil, 1996)[73] (Hiszpania; plejstocen)
- Microtus australis R.A. Martin, 1995[74] (Stany Zjednoczone; plejstocen)
- Microtus bifrons Jeannet & Fontana, 2015[75] (Francja; plejstocen)
- Microtus brandtioides Yang Zhongjian, 1934[76] (Chińska Republika Ludowa; plejstocen)
- Microtus brecciensis (Giebel, 1847)[77] (Francja; plejstocen)
- Microtus complicidens Pei Wenzhong, 1936[78] (Chińska Republika Ludowa; plejstocen)
- Microtus coronensis Kormos, 1933[79] (Rumunia; plejstocen)
- Microtus cullarensis (Ruiz Bustos, 1988)[80] (Hiszpania; plejstocen)
- Microtus cumberlandensis (Van der Meulen, 1978)[81] (Stany Zjednoczone; plejstocen)
- Microtus cyrenae Bate, 1950[82] (Libia; plejstocen)
- Microtus deceitensis Guthrie & Matthews, 1971[83] (Stany Zjednoczone; plejstocen)
- Microtus guildayi Van der Meulen, 1978[84] (Stany Zjednoczone; plejstocen)
- Microtus henselii (Forsyth Major, 1882)[85] (Włochy; plejstocen)
- Microtus huescarensis (Ruiz Bustos, 1988)[80] (Hiszpania; plejstocen)
- Microtus mariaclaudiae Chaline, 1972[86] (Francja; plejstocen)
- Microtus mcnowni (Hibbard, 1937)[87] (Hiszpania; plejstocen)
- Microtus mccowni Bate, 1937[88] (Izrael; plejstocen)
- Microtus meadensis (Hibbard, 1944)[89] (Hiszpania; plejstocen)
- Microtus melitensis (Bate, 1920)[90] (Malta; plejstocen)
- Microtus miguelensis (Guthrie, 1998)[91] (Stany Zjednoczone; plejstocen)
- Microtus morlani Storer, 2004[92] (Kanada; plejstocen)
- Microtus nivaloides Forsyth Major, 1902[93] (Europa; fanerozoik)
- Microtus parmaleei R.A. Martin, Peláez-Campomanes & Honey, 2011[94] (Stany Zjednoczone; plejstocen)
- Microtus paroperarius Hibbard, 1944[95] (Stany Zjednoczone; plejstocen)
- Microtus pauli (Bate, 1935)[96] (Malta; plejstocen)
- Microtus praeguentheri Kretzoi, 1977[97] (Grecja; plejstocen)
- Microtus seseae (Gil, 1997)[98] (Hiszpania; plejstocen)
- Microtus simplicidens Zheng Shaohua, Zhang Yingqi & Cui Ning, 2019[99] (Chińska Republika Ludowa; plejstocen)
- Microtus sondaari Marcolini, Tuveri, Arca & Kotsakis, 2006[100] (Włochy; plejstocen)
- Microtus subarvalis F. Heller, 1933[101] (Niemcy; plejstocen)
- Microtus tarentinus (Brunet-Lecomte, 1988)[102] (Włochy; plejstocen)
- Microtus thenii Malez & Rabeder, 1984[103] (Chorwacja; plejstocen)
- Microtus vaufreyi Brunet-Lecomte, 1988[102] (Francja; plejstocen)
- Microtus vergrannensis (Brunet-Lecomte, 1988)[102] (Francja; plejstocen)